# Néolithisation en Amérique

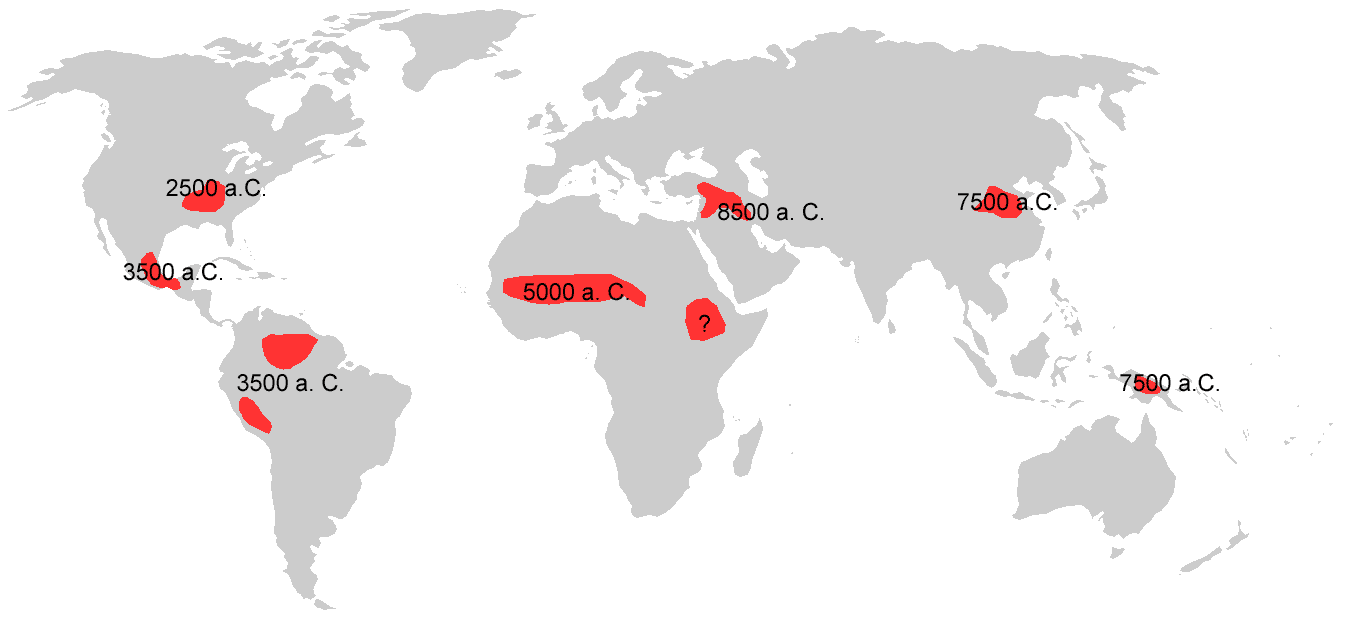
Les différentes régions de la planète où l'agriculture est apparue indépendamment. Certains foyers restent discutés.

Le processus de néolithisation s'identifie en Amérique durant l'ère archaïque, à des périodes très variables selon les régions du continent et aussi selon les auteurs. L'agriculture a émergé sur le continent américain en plusieurs endroits indépendamment et sans lien avec les centres d'émergence de l'agriculture de l'Ancien Monde. Ces foyers sont la Mésoamérique, les Andes centrales, et peut-être l'Amazonie et l'Est des États-Unis. Comme dans l'Ancien Monde, l'agriculture s'est ensuite diffusée progressivement vers les régions voisines. Toutefois, dans les régions les moins favorables à l'agriculture, certaines populations du continent étaient toujours des chasseurs-cueilleurs lors de l'arrivée des Européens en 1492.

## Historique

### Période sylvicole
L'expression période sylvicole a été proposée dans les années 1930 par des archéologues américains pour décrire la période durant laquelle une partie des peuples Nord-Amérindiens des États-Unis et du Canada vivaient de l'agriculture. Les sites archéologiques de cette période montrent un outillage en pierre et en os, le travail du cuir, le tissage, la poterie, et l'existence de villages permanents. La période sylvicole s'achève avec le début de la civilisation du Mississippi.

### Ère formative
L'expression ère formative a été proposée en 1957 par les archéologues américains Gordon Willey et Philip Phillips. Elle correspond à la période où les populations maitrisent la poterie, le tissage, et vivent de la production agricole dans des villages. Le concept a été étendu à différentes régions du continent, Mésoamérique et Andes incluses, selon une chronologie spécifique. À l'ère formative succède l'ère classique. 

### Premiers jalons
En 1946, le cañon del Diablo, dans la Sierra de Tamaulipas, une région semi-aride située dans le nord-est du Mexique, livre des traces de proto-agriculture.

## Mésoamérique

Contours de la Mésoamérique

La Mésoamérique correspond au Mexique central actuel et à l'aire occupée par les anciens Mayas.
Les quatre plantes fondatrices de l'agriculture mésoaméricaine sont la courge (Cucurbita pepo), la gourde (Lagenaria siceraria), le haricot (Phaseolus vulgaris) et le maïs (Zea mays).
La grotte de Guilá Naquitz, située dans l'État de Oaxaca, au Mexique, fréquentée par des chasseurs-cueilleurs, a livré une graine de courge sélectionnée (Cucurbita pepo), datée d'environ 7800 av. J.-C..
La céréale la plus importante de l’agriculture mésoaméricaine, le maïs, a été domestiquée dans la vallée de Tehuacán, une région semi-aride du Mexique central, à partir de la téosinte, plante sauvage locale. Des chasseurs-cueilleurs semi-nomades ont commencé à faire de la reproduction sélective de plants de téosinte dans cette vallée il y a au moins 6 000 ans.
Ce n'est que vers 2500 av. J.-C., durant la phase Zohapilco, que de véritables villages d’agriculteurs se développent dans le bassin de Mexico. La culture du maïs semble devenir intensive à partir de 1400 av. J.-C., sans que des différences sociales notables apparaissent encore.
Aucun mammifère domesticable n'existait en Mésoamérique au milieu de l'Holocène, si bien que les premiers agriculteurs n'y disposaient d'aucun animal de trait, ni de presque aucune ressource alimentaire issue de l'élevage. En dehors du chien, arrivé d'Asie en compagnie des premiers occupants du territoire, le seul animal domestiqué localement est le dindon (Meleagris gallopavo), domestiqué au Mexique vers le tournant de notre ère, sans que l'état de la recherche ne permette une datation plus précise.
La plus ancienne terre cuite connue au Mexique, une petite figurine en argile, est datée d'environ 2300 av. J.-C., ce qui semble indiquer que la poterie n'aurait pas émergé localement mais se serait diffusée en Mésoamérique à partir des Andes, où la poterie est antérieure.
Dans le bassin de Mexico, les premières cités apparaissent entre 1000 et 900 av. J.-C. Elles comportent, à côté des quartiers d’habitations, des lieux de réunion et des édifices publics ou religieux (Coapexco, Tlapacoya, Tlatilco). Leur superficie atteint alors 30 à 40 hectares.

## Andes centrales
L'aire andine centrale inclut la côte semi-aride, la cordillère des Andes et son piémont forestier oriental, du sud de l’Équateur au nord du Chili actuels (approximativement du 2e au 20e degré de latitude sud).
Sur la côte, où la subsistance des populations est alors fondée principalement sur la pêche en mer, le haricot apparait à Chilca (en), près de Lima, vers 3200 av. J.-C. mais ne se répand que mille ans plus tard. Courges et calebasses sont également cultivées à partir de 3000 av. J.-C. sur la plupart des sites côtiers, ainsi que le coton, plante non alimentaire qui joue rapidement un rôle croissant. Le maïs apparait un peu plus tard, vers 2500 av. J.-C. ; les occupants de Los Gavilanes le stockent dans des silos creusés dans le sol, ce qui permet d'en déduire l'existence d'une culture intensive. D’autres plantes alimentaires de moindre importance sont aussi cultivées sur la côte entre 3000 et 2000 av. J.-C., comme le piment (Capsicum chinense), l’avocat (Persea americana), l’arachide (Arachis hypogaea), la patate douce (Ipomoea batatas). La pomme de terre (Solanum tuberosum) a probablement été domestiquée dans les hautes terres, mais les seules données archéologiques fiables sur l'ancienneté de ce tubercule proviennent du site de Huaynuna, sur la côte nord du Pérou, où des restes ont été datés d’environ 2000 av. J.-C..
Contrairement à la Mésoamérique, l’aire andine abritait durant l'Holocène plusieurs espèces animales sauvages domesticables : deux camélidés, le guanaco (Lama guanicoe) et la vigogne (Vicugna vicugna), un rongeur, le cobaye (Cavia porcellus), et un volatile, le canard musqué (Cairina moschata). L’alpaga (Vicugna pacos), issu de la vigogne, semble être la première espèce domestique apparue puis, un peu plus tard, le lama (Lama glama), issu du guanaco. L’élevage des deux est pleinement attesté à partir de 2500 av. J.-C..
En 1970, l'archéologue Thomas Lynch pensait avoir découvert les traces les plus anciennes d’une manipulation d’espèces végétales par des chasseurs-cueilleurs dans cette région, dans la grotte du Guitarrero, au Pérou. Les restes de plantes, apparemment sélectionnées, ont été datés en fonction de l'âge des niveaux d’occupation où ils ont été retrouvés (datés entre le IXe et le VIe millénaire av. J.-C.). Les plantes concernées étaient d’abord du piment (Capsicum chinense) entre 8600 et 8000 av. J.-C., des haricots (Phaseolus lunatus, puis Phaseolus vulgaris) entre 6800 et 5700 av. J.-C., du maïs (Zea mays), primitif mais déjà sélectionné, peut-être dès 5500 av. J.-C., des courges (Cucurbita pepo) et des gourdes ou calebasses (Lagenaria siceraria) vers 4000 av. J.-C..
Cependant, Lynch lui-même a corrigé cette découverte en 1999, où la datation au carbone 14 a révélé que les haricots dataient seulement de 3000 av. J.-C.. Il semble que les autres échantillons, notamment le piment, n'ont pas encore été datés par carbone 14.

### Ouvrages
- (en) Sarah W. Neusius et G. Timothy Gross, Seeking Our Past: An Introduction to North American Archaeology, Oxford University Press, 2014

### Articles
- Danièle Lavallée, « Néolithisations en Amérique », Annales. Histoire, Sciences Sociales, Éditions de l'EHESS, nos 2005/5 « Des prédateurs semi-nomades aux sociétés complexes »,‎ 2005, p. 1035-1067 (lire en ligne)
- (en) Timothy A. Kohler et al., « Greater post-Neolithic wealth disparities in Eurasia than in North America and Mesoamerica », Nature, vol. 551,‎ 15 novembre 2017, p. 619-622 (lire en ligne)
- (en) Carlos Fausto et Eduardo G. Neves, « Was there ever a Neolithic in the Neotropics? Plant familiarisation and biodiversity in the Amazon », Antiquity, vol. 92, no 366,‎ 11 décembre 2018, p. 1604-1618 (DOI 10.15184/aqy.2018.157)
- (en) Augustin Holl, « The Neolithization Process in the Americas », UNESCO World Heritage Papers,‎ 2016, p. 94-106 (lire en ligne)
- Stéphen Rostain, « La fermière, la potière et la sédentaire : la lente néolithisation de l'Amazonie », Brésil(s), vol. 25,‎ 2024 (DOI 10.4000/11qxf, lire en ligne)